# Дъглас Копланд
Дъглас Копланд (на английски: Douglas Coupland) e канадски писател и художник.

## Биография и творчество
Дъглас Копланд е роден на 30 декември 1961 г. в Солинген, Западна Германия. Завършва средно училище в Западен Ванкувър през 1979 г. след това отива в Университета Макгил с намерение (като баща си) да изучава природни науки и по-точно физика. Копланд напуска McGill в края на годината и се завръща във Ванкувър, за да се запише в училище за изкуства.
В колежа по изкуство и дизайн Emily Carr (сега университет за изкуство и дизайн Emily Carr) на Granville Island във Ванкувър, по думите на автора: „Трябваше да са най-добрите четири години от живота ми. Това е единственото място, на което се чувствах наистина като у дома си. Беше магия...“.
Копланд завършва Emily Carr през 1984 г. с акцент върху скулптурата и се премества да учи в Европейския институт по дизайн в Милано, Италия и колежа по изкуство и дизайн Хокайдо в Сапоро, Япония. Завършва курсове по бизнес науки, изящни изкуства и промишлен дизайн в Япония през 1986 година.
Първия си роман написва през 1991 г., издава го под заглавието „Поколението хикс: Истории за една ускорена култура“ (Generation X: Tales for an Accelerated Culture), става международен бестселър. Авторът популяризира термини като „McJob“ и „Generation X“.
Издава общо 13 романа, 2 сборника с разкази, 7 книги (нехудожествена литература), както и редица драматични произведения и сценарии за киното и телевизията. Особеност в романите на Копланд са синтезът между постмодерната религия, Web 2.0 технологиите, човешката сексуалност и поп-културата.
Копланд публикува 12-ия си роман „Generation A“ през 2009 г. Той пуска обновена версия на „Стъклен град“ („City of glass“), биография на Маршал Маклуън за „Penguin Canada“ с извънредно издание за САЩ от март 2011 г. под заглавие: „Маршал Маклуън: Ти не знаеш нищо на моята работа!“.
Той е водещ на Massey Lectures през 2010 г., чете лекции за това какво представлява романа. Носител е на награди през 2006 г. и 2010 г. Взима наградата на писателите „Тръст“ за литература през 2009 г. и е номиниран за „Hubert Evans Non-Fiction“ награда през 2011 г.
Дъглас Копланд живее в Западен Ванкувър, Британска Колумбия с партньора си Дейвид Уиър.

## Произведения

### Самостоятелни романи
- Generation X (1991)
- Shampoo Planet (1992)
- Life After God (1994)
- Microserfs (1995)
- Girlfriend in a Coma (1997)
- Miss Wyoming (1998)
- All Families Are Psychotic (1999)
- Hey Nostradamus! (2003)
- Eleanor Rigby (2004)
- jPod (2006)
- The Gum Thief (2007)
- Generation A (2009)
- Player One: What Is to Become of Us (2010)
- Worst. Person. Ever. (2013)

### Сборници
- Polaroids from the Dead (1996)
- Highly Inappropriate Tales for Young People (2011) – в съавторство с Греъм Румийо

### Пиеси
- Life After God: The Play (2008) – в съавторство с Майкъл Люис Макленън

### Документалистика
- Lara's Book-Lara Croft and the Tomb Raider Phenomenon (1998)
- Souvenir of Canada (2002)
- City of Glass: Douglas Coupland's Vancouver (2003)
- Souvenir of Canada 2 (2004)
- Terry (2005)
- Marshall McLuhan (2010)

### Резюмета на романи
„Приятелка в кома“
Книгата „Приятелка в кома“ („Girlfriend in a coma“) е роман на канадския писател и художник Дъглас Копланд. За първи път е публикувана от „Harper Collins“ (едно от най-големите издателства в света) в Канада през 1998 г.
Романът разказва историята на група приятели, които израстват в Ванкувър, Британска Колумбия, Канада, в края на 1970 г. В навечерието на тийнейджърско домашно парти един от главните герои – Карън изпада в кома. По-тревожното е, че тя сякаш го очаква като дава на гаджето си Ричард писмо с подробни ярки престави за бъдещето, в които те заспиват в продължение на хиляди години. Книгата е озаглавена така заради сингъл на групата „Smiths“ – „Girlfriend in a coma“ от 1987 г. Освен това Копланд използва други текстове на „Smiths“ и заглавия на песни в рамките на книгата като „Голямата уста отвръща отново“, „Ръкавица“ и „Кралицата е мъртва.“